# Pieter van der Willigen

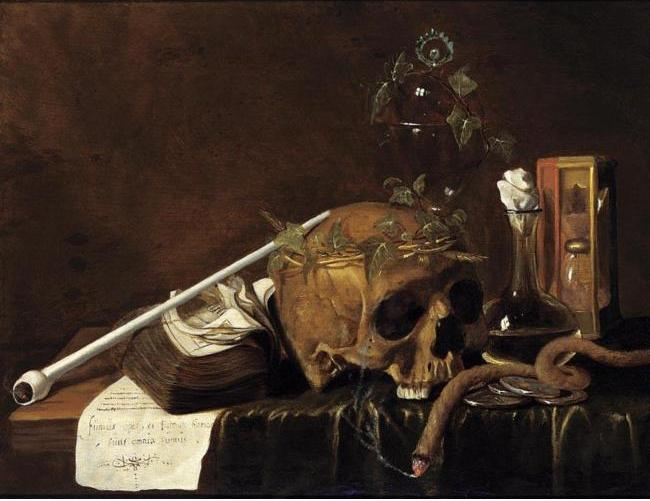
Naturaleza muerta con calabera, libro, pipa, jarra y clepsidra.

Pieter van der Willigen (Bergen op Zoom, 17 de diciembre de 1963-Amberes, 8 de junio de 1694) fue un pintor barroco flamenco.
Según Cornelis de Bie nació en Bergen op Zoom y se piensa que fue alumno de Thomas Willeboirts Bosschaert en 1651 y miembro de la Guilda de San Lucas de 1655 a 1699, y estuvo muy influido por David Bailly. Muchos de sus cuadros se han reatribuido a Hendrick Andriessen.